# 新報 (香港)
《新報》（Hong Kong Daily News）是香港一份已停刊的繁體中文報紙，創刊於1959年10月5日，創辦人為環球圖書雜誌出版社老闆羅斌。停刊前由英皇集團董事局主席楊受成擁有，並為英皇集團旗下印刷媒介業務，何鴻燊亦是股東之一。雖然報紙已停刊，但仍以新報馬簿及新報馬經名義發行馬經刊物。

## 歷史
《新報》於1959年由環球圖書雜誌出版社老闆羅斌創辦，後來在港上市後，被由姓郭台灣商人買下，1992年由英皇集團楊受成收購，何鴻燊亦曾入股，而新報曾於2007年-2010年間取消風月版。
1988年6月6日，曾以新系集團有限公司上市，之後出售予林太珏，同時購回業務，更名為鷹馳實業，再更名為超越集團至今。
1999年3月，《太陽報》創刊所引發的報章減價戰期間，《新報》每份零售價只是1元，該零售價與1980年代初的零售價相去不遠。
報社於2008年由石塘咀德輔道西444號香港工業大廈，遷至筲箕灣亞公岩村道3號川匯集團大廈5及6樓，及後再遷往柴灣安全貨倉工業大廈11樓。
2009年7月17日，《新報》社長胡雪麗向全體員工發出內部通告，宣佈何鴻燊最近正式入股該報。通告強調入股《新報》純屬支持報社，何鴻燊不會過問任何編採運作事宜，《新報》編採獨立不變，一切如常。惟並無透露入股金額及所佔股權比例，亦未知是以個人名義入股抑或上市公司投資。
2009年11月中，總編輯郭一鳴離職後，由社長胡雪麗兼任總編輯一職。
2010年9月，胡雪麗離職，由資深傳媒人馮兆榮接任，內容恢復主攻波經、馬經。
2015年7月11日下午，新報於網站發表聲明，表示隨著免費報章出現，傳統報章近年銷量大幅下降，加上讀者讀報習慣有所改變，該報章長期處於虧蝕狀態，決定7月12日起停刊，所有受影響員工將獲合理賠償及妥善安排。。
但於2015年9月3日，《新報馬簿》繼續發行，另外新報馬經版部份以《新報馬經》發行，並保留馬經版原班人馬。新報賽馬刊物以及六合彩玄機之註冊商標及經營股權在2016年7—8月被新加坡賽馬媒體iRace Media Pte Ltd全資收購，正式脫離英皇集團。

## 海外分支
早年也曾在美國及澳洲開辦《新報》，近年則在澳門創辦《新報今日澳門》，逢周一至周五於澳門免費派發。

## 其他出版刊物
新報馬簿，逢香港賽馬排位日出版，於新報停止發行後於2015年9月繼續發售，每本30港元。
新報馬經，由新報馬經版分拆，逢賽前一天下午出版。由2015年9月4日發行，每份7港元。
iRace，香港賽馬會授權於馬場內發行的賽馬刊物，分中英文版本。2015年9月起由蘋果日報接手，但蘋果日報於2021年停刊後新報馬業取回發行權。

## 外部連結

新報在2015年7月11日最後一天出版的頭版

- Hong Kong Daily News Racing 新報馬頁 （页面存档备份，存于）